# Cadières de Brandis
Der Cadières de Brandis ist ein 1626 Meter hoher Berg in der Nähe des Dorfes Castellane im Département Alpes-de-Haute-Provence.